# 三会インターチェンジ
三会インターチェンジ（みえインターチェンジ）は、長崎県島原市に位置する島原道路のインターチェンジである。なお、当ICから島原ICの間は長崎県道58号愛野島原線に指定されている。

## 道路
- 島原道路

## 接続する道路
- 長崎県道208号礫石原松尾停車場線
- 雲仙グリーンロード

## 隣
島原道路
愛野IC -  三会IC - 島原IC